# کوه (فیلم ۱۹۹۱)
کوه (آلمانی: Der Berg) یک فیلم است که در سال ۱۹۹۱ منتشر شد. از بازیگران آن می‌توان به سوزان لوتار اشاره کرد.